# Fange Nr. 99
Fange Nr. 99 er en amerikansk stumfilm fra 1920 af Ernest C. Warde.

## Medvirkende
- J. Warren Kerrigan som Arthur Penryn
- Fritzi Brunette som Cynthia Vivian
- Emmett King som Compton Vivian
- Charles Arling som John Brandt
- Kathleen Kirkham som Mrs. Vivian
- John Steppling som Stephen Schuyler
- Lila Leslie som Renee Etherington
- R.D. MacLean som Ellicott
- William V. Mong som Jake Trebs
- Tom Guise som James Valentine